# Candombe
Le candombe est un genre musical ayant émergé en Uruguay. Selon certains musicologues, il trouve son origine dans les rythmes de l'Afrique bantoue.

## Étymologie
D’après Robert Farris Thompson, le terme candombe signifie « se rapporter aux Noirs » en kikongo. Le mot kongo Ndombe signifie « Noir » en kikongo.
Selon Oscar D. Montaño, candombe provient du kimbundu, branche des langues bantoues parlées au Congo, en Angola et dans différentes régions d’Afrique du Sud-est. Il serait formé du préfixe ka et de Ndombe (les Ndombe – peuple d'Angola – seraient un des groupes ethniques africains les plus importants transportés à Montevideo).
A.G. Cunha propose une étymologie bien plus vraisemblable : candombe est bien un terme kimbundu, mais il signifie « danse avec des atabaques (tambours) »[réf. nécessaire]. Le mot de candomblé, qui désigne la première religion syncrétiste afro-brésilienne, très importante dans les États du Nord-Est, a la même origine : toujours selon A.G. Cunha, candomblé est la contraction du kimbundu candombe avec le yoruba ilé ou ilê (maison). Ce serait donc « la maison où on danse sur des tambours ».
Si les deux mots ont à l'évidence la même étymologie (l'influence des peuples bantous d'Angola est importante dans le candomblé), et si les pratiques culturelles apportées par les esclaves africains en sont l'origine commune, la musique de candombe et la religion du candomblé ont depuis totalement divergé. Mais le maracatu de Recife, pendant profane du candomblé religieux, présente bien des similitudes avec le candombe uruguayen.

## Histoire
Le candombe est essentiellement l'expression de la communauté noire de Montevideo (Uruguay). On en trouve traditionnellement des expressions dans l'ensemble de l'Uruguay et parfois en Argentine. Il devient dans les années 1990 une expression de la jeunesse uruguayenne, et le candombe est depuis pratiqué dans tous les pays où la diaspora uruguayenne est présente. « Transmis au sein de familles d’origine africaine, le candombe est non seulement l’expression d’une résistance, mais aussi l’occasion d’un rassemblement musical uruguayen et d’une pratique sociale collective qui sont profondément enracinés dans la vie quotidienne de ces quartiers. Il est aussi un symbole et une manifestation de la mémoire de la communauté, incitant les anciens résidents à revenir au cœur historique du candombe lors de ces festivités. »
Le candombe est inscrit en 2009 par l'Unesco sur la liste représentative du patrimoine culturel immatériel de l’humanité.

## Caractéristiques

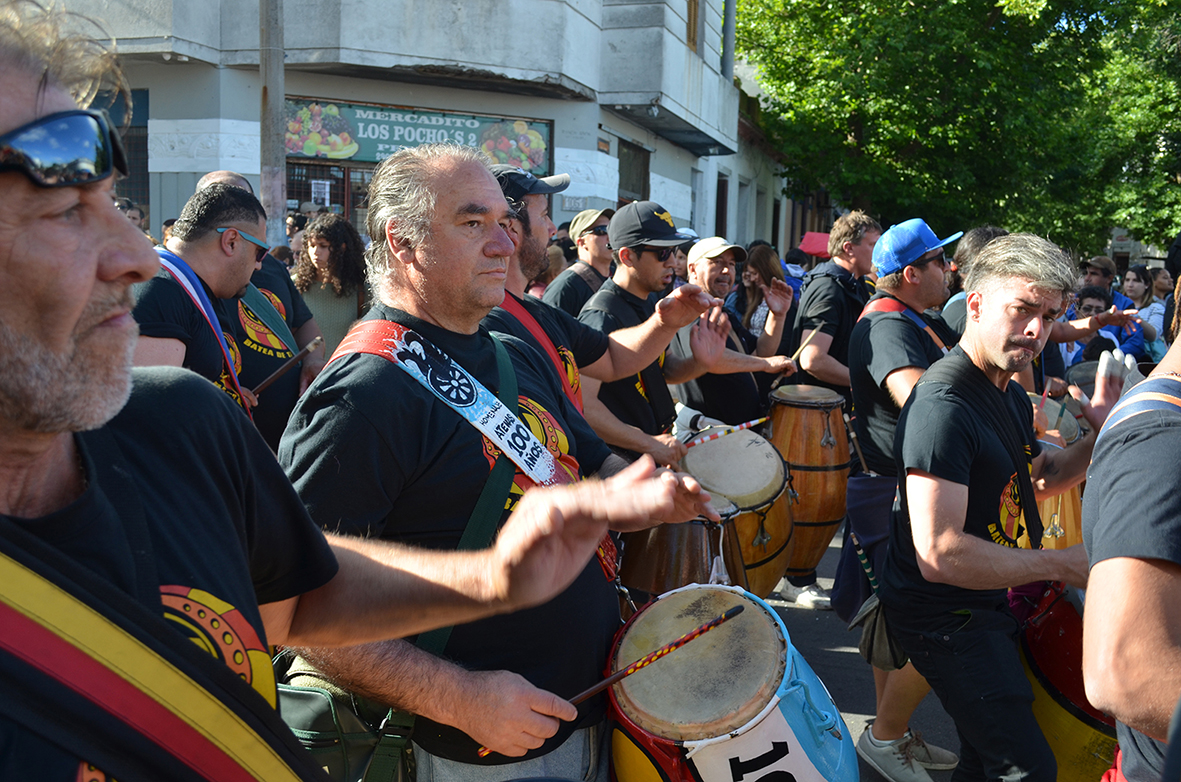
Défilé des llamadas le 2 décembre 2018 à Montevideo.

Le candombe se joue traditionnellement sur trois tamborilles (tambours), en formations déambulatoires pouvant compter de trois musiciens jouant chacun un des tamborilles (cuerda) à près d'une centaine (comparsa). Les trois sortes de tamborilles sont le chico (le plus aigu), le repique (registre medium) et le piano (grave). Le musicologue uruguayen Lauro Ayestarán évoque également le bombo (tambour à la tonalité très grave que l'on peut entendre d'ailleurs dans ses remarquables enregistrements), mais le terme a pratiquement disparu depuis, même si certains musiciens l'utilisent pour des tambours très gros et très graves. La main gauche frappe la peau directement et étouffe aussi parfois sa résonance. La main droite la fait résonner par la percussion d'une baguette (palito). Le jeu s'effectue généralement en marchant en rythme, lors des llamadas (appels), réunions de tambours, de la rencontre informelle aux grands défilés du carnaval de Montevideo.
Les tambours sont des fûts en lattes collées et cerclées tendus d'une peau (chèvre, vache, poulain, etc.), traditionnellement cloutée, et accordée autour d'un feu, même si aujourd'hui beaucoup de musiciens utilisent des systèmes de tension mécaniques.
Le chico tient une partie traditionnellement régulière et non variée.[pas clair] En 2/2 : demi-soupir trois croches. La première croche, main gauche les deux autres à la baguette et ceci sans arrêt. Il n'est pas rare que le joueur de chico saigne de la main gauche à force de répéter son phrasé, qui demande une grande puissance physique. En effet, c'est sur cette première croche que se situe l'accent typique du style, qui est souvent confondu avec le premier temps par les néophytes.
En 4/4 (1 sont les noires ; 7 les demi-soupirs ; 3 les soupirs ; / : barre de mesure) : 
- La clave / 1          7  1    7     1     / 3         1     1         3   /
- Le chico / 7Ka la ta7Ka la ta / 7Ka la ta 7Ka la ta/

Les danseurs sont des personnages très particuliers : le gramijero, médecin-herboriste, et la mama vieja, l'escobero et dans le cadre du règlement du carnaval, la vedette (en français dans le texte - influence des revues Parisiennes ?), el malicón (probablement un apport du candombe argentin), ainsi que le corps de danse, le chœur…
Dans la murga, argentine ou uruguayenne, on joue une polyrythmie rappelant celle du candombe, mais avec grosse caisse, caisse claire et cymbales. Les percussions accompagnent une polyphonie vocale traditionnelle avec parfois de nombreuses voix différentes. Le candombe se mêle à l'orchestration, salsa, jazz, pop, rock.[évasif] Ses voix les plus fameuses sont Pedro Ferreira, Lágrima Rios, Eduardo Mateo, Ruben Rada, Hugo Fattoruso, Jaime Roos, etc.
En France, une formation a longtemps existé qui s'appelait Maniseros, menée par le chanteur montevidéen Léo Melo (Domingo Leonardo Melo Acosta) sous la baguette de Gerardo Di Giusto (argentin) puis Emmanuel Massarotti (français) avec notamment des percussionnistes comme Marcelo Rusillo, Mirtha Pozzi, Mario Maeso, Santiago Blanco, (Uruguay), Eduardo Tomassi, Minino Garay (Argentine), Pablo Cueco (Corrèze), et Christian Nicolas (France).

## Candombe argentin

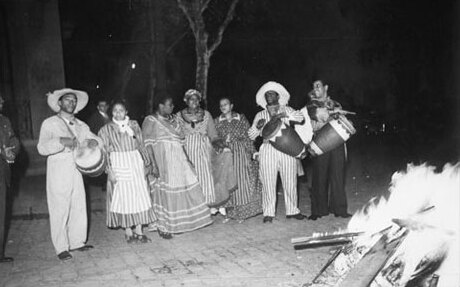
Candombe afro-argentins jouant à Buenos Aires, dans la nuit de San Juan, 1938.

Les origines du candombe argentin sont également inscrites dans l'époque coloniale,,. Toutefois, leur présence dans la culture de l'Argentine a pratiquement disparue en raison d'événements comme la fièvre jaune et la guerre du Paraguay. Toutefois, le candombe argentin est toujours pratiqué chez les Afro-Argentins.